# گرامر (زبان‌های صوری)

## تعریف صوری گرامر
گرامر G به صورت یک چهارتایی به شکل
{\displaystyle G=(V\,,T\,,S\,,P\,)}
تعریف می‌شود که در آن:
- V مجموعه‌ای متناهی از اشیاء است که متغیر نامیده می‌شوند.
- T مجموعه‌ای متناهی از اشیاء است که پایانه نامیده می‌شوند.
- {\displaystyle S\in V} یک نماد خاص است که متغیر شروع نامیده می‌شود.
- P مجموعه متناهی از قانون‌های تولید نامیده می‌شود.

فرض می‌کنیم مجموعه‌های V و T دو مجموعه غیر تهی و مجزا هستند.